# فيل شيلر
فيل شيلر (بالإنجليزية: Phil Schiller)‏ هو مسير أعمال أمريكي، ولد في 8 يونيو 1960 في ناتيك في الولايات المتحدة.